# Chamaelimnas meridionalis
Chamaelimnas meridionalis är en fjärilsart som beskrevs av Percy I. Lathy 1932. Chamaelimnas meridionalis ingår i släktet Chamaelimnas och familjen Riodinidae. Inga underarter finns listade i Catalogue of Life.